# Utica

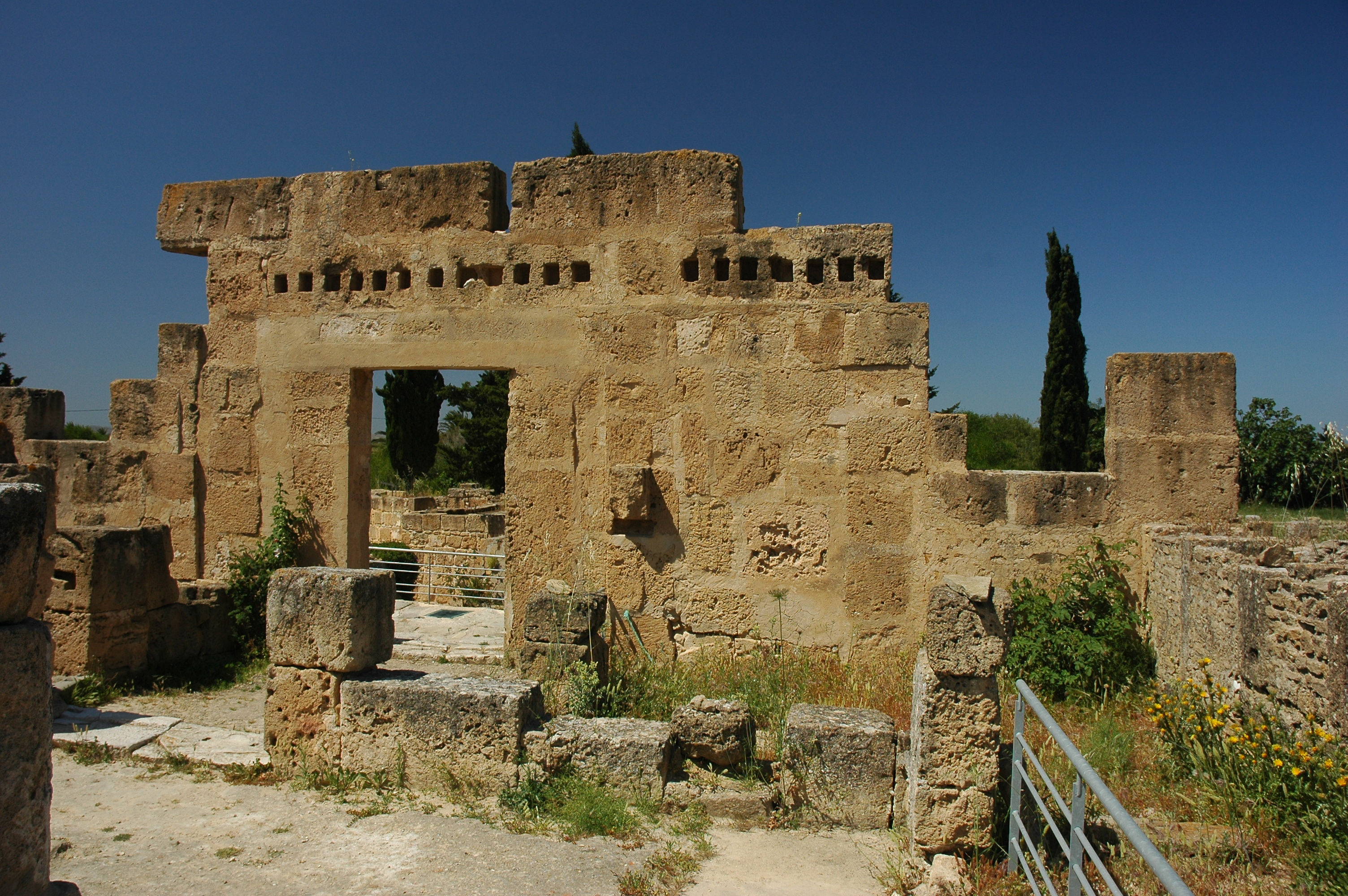
Ruine din Utica

Utica a fost un oraș antic la nord-vest de Cartagina, lângă punctul de vărsare al râului Medjerda în Marea Mediterană, considerat a fi prima colonie fondată de către fenicieni în nordul Africii  Astăzi ruinele Uticăi se află în Tunisia, dar nu se regăsesc pe malul mării, ci la o distanță de țărm, deoarece datorită defrișărilor și a agriculturii de pe malurile râului Medjerda, au avut loc fenomene de eroziune masive care au condus la înaintarea gurii de vărsare mult în mare.
Numele „Utica” provine din limba feniciană ˁattiq (identic cu cuvântul arab عُتَيقة sau ebraic עתיק) însemnând „vechiul [oraș]”, în contrast cu denumirea de „Cartagina”, care înseamnă „orașul nou”.

## Istorie

### Începuturile orașului Utica
Portul Utica a fost fondat pe rutele comerciale către Strâmtoarea Gibraltar și Oceanul Atlantic, facilitând comerțul fenicienilor în Marea Mediterană.  Data exactă a fondării portului este controversată, anumiți autori clasici prezintă fondarea orașului în jurul anului 1100 î.Hr., dar descoperirile arheologice sugerează înființarea portului în secolul al XVIII-lea î.Hr. Deși, Cartagina a fost fondată mai târziu, doar 40 de km distanță, izvoarele istorice sugerează că Utica și-a păstrat independența politică și economică în relația cu mai puternica Cartagină, până în anul 540 î.Hr.  În secolul al IV-lea, Utica a intrat sub dominația punică, continuând să fie un aliat privilegiat al Cartaginei.

### Războiul mercenarilor
Relațiile de pace dintre Utica și Cartagina au început să sufere după Primul Război Punic, o dată cu revolta mercenarilor care au fost nemulțumiți deoarece nu și-au primit compensațiile băneșți pentru serviciul lor în Cartagina. Utica nu a dorit să se implice în această rebeliune, dar forțele libiene conduse de Spendius și Matho au asediat și cucerit orașul.  Generalii cartaginezi Hanno și Hamilcar au venit să elibereze Utica și au fost victorioși după un asediu de scurtă durată a orașului.

### Al Treilea Război Punic
Utica a fost, din nou, inamicul Cartaginei în cel de-al Treilea Război Punic, după ce s-a predat romanilor în anul 150 î.Hr. După victoria împotriva Cartaginei romanii au creat provincia Africii de Nord, care se întindea de la Cartagina până la regiunea Hippo, stabilind capitala provinciei la Utica.

### Războiul Civil Roman
În timpul Războiului Civil Roman între Pompei și Cezar, susținătorii lui Pompei incluzându-l pe Cato cel Tânăr, s-au stabilit în Utica după ce au fost învinși în Bătălia de la Thapsus în anul 46 î.Hr. Cezar i-a urmărit până în Utica, unde nu a întâmpinat nici o rezistență din partea localnicilor. Cato, care a fost liderul susținătorilor lui Pompei, a asigurat evadarea din oraș a senatorilor și a celor ce au dorit să plece, iar apoi s-a sinucis, nedorind să accepte clemența lui Cezar.  După moartea lui Cato, el a fost supranumit Uticensis.

### Statutul roman
Utica a obținut titlul de municipium în anul 36 î.Hr., iar locuitorii săi au devenit membrii ai tribului Quirina. În timpul domniei lui Augustus, capitala provinciei s-a mutat la Cartagina, dar Utica și-a păstrat statutul de municipiu important al provinciei. În timpul domniei lui Hadrian, Utica a solicitat să devină o provincie cu drepturi depline, dar acest lucru nu s-a întâmplat pînă când Septimius Severus, un nativ din nordul Africii, a devenit împărat."

### Căderea orașului Utica
În anul 439 vandalii au cucerit Utica, iar în anul 534 orașul a fost cucerit de Imperiul Bizantin, dar arabii sunt responsabili de distrugerea orașului în jurul anului 700.

## Ruinele
Ruinele orașului Utica se află pe un deal nu prea înalt, fiind compuse din câteva vile și băi romane, pe pereții și pe podelele cărora încă se păstrează mozaicuri decorative. Spre nord-vest s-au găsit două cimitire punice, aflate 6 metri sub nivelul roman.